# 上泉駅 (京畿道)
上泉駅（サンチョンえき）は、大韓民国京畿道加平郡にある韓国鉄道公社京春線の駅である。駅番号はP133。

## 駅構造
- 相対式ホームを持つ2面2線の高架駅である。

## 利用状況
近年の一日平均利用人員推移は下記のとおり。なお、2010年は開業日の12月21日から12月31日までの11日間の平均である。
| 路線    | 路線     | 2010年 | 2011年 | 2012年 | 2013年 | 2014年 | 2015年 | 2016年 | 2017年 | 2018年 | 出典  |
| ------- | -------- | ------ | ------ | ------ | ------ | ------ | ------ | ------ | ------ | ------ | ----- |
| ●京春線 | 乗車人員 | 240    | 411    | 457    | 528    | 553    | 529    | 504    | 471    | 423    | [ 1 ] |
| ●京春線 | 降車人員 | 190    | 325    | 413    | 475    | 494    | 481    | 458    | 433    | 398    | [ 1 ] |
| ●京春線 | 乗降人員 | 430    | 736    | 870    | 1,003  | 1,047  | 1,010  | 962    | 904    | 821    | [ 1 ] |

## 駅周辺
- 上泉初等学校

## 歴史
- 1939年7月25日 - 開業。
- 2008年1月4日 - 駅種別を普通駅から無配置簡易駅へ変更。
- 2010年12月21日 - 首都圏電鉄京春線開業に伴い移転開業。

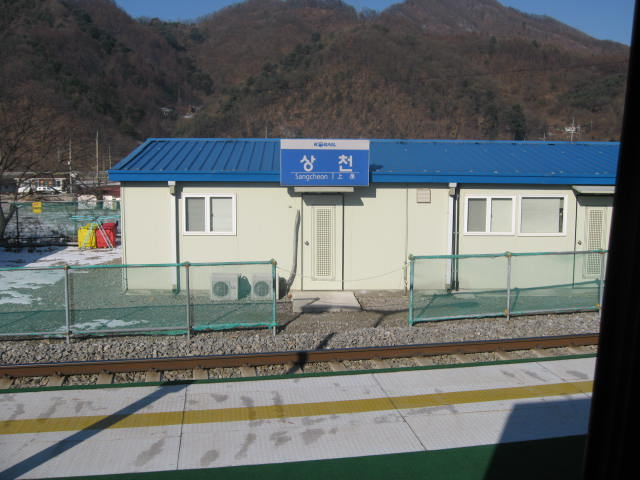
移転前に使われていた旧駅舎(2008年11月)

## 隣の駅
韓国鉄道公社
●京春線
清平駅 (P132) - 上泉駅 (P133) - 加平駅 (P134)